# Roger A. Fratter
Roger Antony Fratter (* 2. Oktober 1968 in Bergamo) ist ein italienischer Videofilmregisseur.
Fratter begeisterte sich seit seiner Jugend für das italienische Genrekino, insbesondere für Horrorfilme und drehte zwischen 1993 und 1996 einige Amateurfilme, die in unterschiedlichen Genres angesiedelt waren. Neben vielen Clips, die er auch selbst schnitt, inszeniert er seither Filme für den Videomarkt, meist mit vielen Splattereffekten ausgestattet.
Fratter drehte außerdem eine lange Dokumentation über Joe D’Amato.

## Filmografie (Auswahl)
- 1996: Sete da vampira
- 1999: Joe D'Amato Totally Uncut (Dokumentation)
- 2009: Tutte le donne di un uomo da nulla